# Baryphas scintillans
Baryphas scintillans är en spindelart som beskrevs av Berland, Millot 1941. Baryphas scintillans ingår i släktet Baryphas och familjen hoppspindlar. Inga underarter finns listade.